# The Intrigue (film 1914)
The Intrigue è un cortometraggio muto del 1914. Il nome del regista non viene riportato nei credit del film che, prodotto dalla Balboa Amusement Producing Company, aveva come interpreti R. Henry Grey, Jackie Saunders, Henry Stanley.

## Trama
Un avvocato si trova davanti a un caso complicato, dovrà risolverlo al meglio delle sue capacità.

## Produzione
Il film fu prodotto dalla Balboa Amusement Producing Company in associazione con la Kalem Company. Venne girato a Long Beach, la cittadina californiana sede della casa di produzione.

## Distribuzione
Distribuito dalla General Film Company, il film - un cortometraggio di due bobine - uscì nelle sale cinematografiche statunitensi il 4 marzo 1914.